# Степанов, Игорь Иванович
Игорь Иванович Степанов (род. 27 февраля 1937) — советский хоккеист, нападающий. Тренер.

## Биография
В первенстве СССР выступал за команды «Металлург» Электросталь (1955/56), МВО Калинин (1956/57 — 1958/59), «Электросталь» / «Кристалл» (1959/60 — 1966/67), «Труд» Павловский Посад (1967/68).
В чемпионате СССР провёл шесть сезонов (1957/58, 1959/60 — 1963/64).
В сезоне 1982/83 — старший тренер «Кристалла».